# ドリル少女スパイラル・なみ
『ドリル少女スパイラル・なみ』（ドリルしょうじょ スパイラル なみ）は、2000年にエヴォリューションより発売されたアダルトゲーム。好事家の間での略称は「ドスなみ」。「美少女」＋「メイドロボ」＋「ドリル」が訴求点のゲームである。

## 概要
1年間の期間で資金を稼ぎ、お手伝いの女性ロボット「なみ」のパーツを買い揃えながら彼女を育成していく、シミュレーションゲームである。
育成は、平日と休日でできることが異なる。平日は1週間分の予定をまとめて指定し、「家事」や「アルバイト」等のこなした仕事でなみのパラメータが上下する。週末は、「DOLL-FIGHTに参加」「ドリル堂で買い物」「なみとH」などの選択肢がある。
「DOLL-FIGHT」は他のDOLLとなみが1対1の試合を行うもので、コンピュータRPG風のコマンド選択式戦闘になる。勝てばファイトマネーが得られるほか、どのキャラクターにどれだけ勝ったかで、発生するイベントやエンディングが異なってくる。
ショップの「ドリル堂」では、なみのパーツを購入できる。パーツはDOLL-FIGHTでの戦闘力を強化するものと、Hのバリエーションを増やすものの2系統がある。なみとHでは、なみの右腕がドリルかノーマルかでCGが2パターンずつ用意されており、装備しているパーツによってできることが異なっている。

## ストーリー
主人公はお手伝いロボット「DOLL」の新製品「なみ」型に一目惚れしてしまうが、それは貧乏な彼には到底手の届かない値段だった。
落ち込む主人公は偶然、電気街裏通りの「ドリル堂」で右腕のない「なみ」が売られているのを発見する。純正右腕パーツは高価で買えなかったが、店主はサービスと言って代わりにドリルを付けてくれた。いつか右腕を手に入れるため、裏イベント「DOLL-FIGHT」で金を稼ぎつつ、主人公となみの2人暮らしが始まる。

## 登場人物
なみ
新発売のDOLL「なみ型」の試作品。メーカーのマニピュレーター耐久試験の結果右腕が欠損しており、代わりに桜子によって巨大なドリルが装着されている。主人公を呼ぶときは「ご主人様」。必殺技はドリルアーム装着時「スパイラル・ドライバー」、右腕パーツ時「ロケットパンチ」ルート次第で最終決戦時ドリル装着による「ファイナル・スパイラル・ドライバー」。
桜子（さくらこ）
ドリルとメカならお任せの、「ドリル堂」の女主人。DOLL-FIGHTも仕切る。本作では唯一となる、人間の女性キャラクター。
恵（めぐみ）
女子高生タイプのDOLL。なみ型の対抗製品として開発された経緯があり、なみへのライバル意識が特に強い。武器はマシンガン。選択肢次第で物語後半になみのドリルを破るため両腕にドリルを装着する。その際の必殺技は「ダブル・スパイラル」
レイコ
レースクイーン型のDOLL。所属するレースチームによってカスタマイズされており、スピードにかけてはNo.1を誇る。
サファイア
要人警護用に開発された、令嬢型DOLL。その戦闘力は軍用DOLLすら凌ぐとされ、ゲーム中でも最強の敵。武器はレイピアで、口調は「～ですわ」。
紅娘
中国拳法を駆使する、中華娘型DOLL。見た目は子供キャラだが、DOLL-FIGHTが合法化されている中国でDOLL-FIGHT用に開発された機体の為、戦闘力はサファイアに次いで高い。

## スタッフ
- 原画:村上水軍